# Wolney Martins de Araújo
Wolney Martins de Araújo (Catalão, 3 de setembro de 1937 - Anápolis, 24 de fevereiro de 2022) foi um advogado e político brasileiro, deputado estadual por Goiás e duas vezes prefeito de Anápolis.

## Carreira
Wolney concluiu seus estudos na Faculdade de Direito de Anápolis, onde obteve especialização em Direito Processual Penal. Ele iniciou sua carreira como advogado e logo se envolveu na política, ingressando no partido ARENA. Em 1979, foi eleito deputado estadual pela 9ª Legislatura na Assembleia Legislativa de Goiás. No entanto, renunciando em março de 1980 para assumir o cargo de prefeito de Anápolis até maio de 1982. Após ser eleito suplente pelo PDS em 1986, Wolney assumiu em 1987 o mandato de deputado estadual na 11ª Legislatura, sendo reeleito para a seguinte em 1990. Em 1992, Wolney foi eleito para um segundo mandato como prefeito de Anápolis, ocupando a função entre 1993 e 1996.
Durante sua carreira política, ele também teve uma passagem como Superintendente Executivo da Secretaria de Estado de Minas e Energia, no governo de Marconi Perillo, entre 1999 e 2002.

## Outras Atividades
Wolney Martins de Araújo foi Delegado Regional do SESI em Anápolis e Delegado da Federação das Indústrias do Estado de Goiás. Também ocupou o cargo de Secretário Executivo da Associação Comercial e Industrial de Anápolis.

## Vida Pessoal
Wolney Martins de Araújo foi casado com Maria Camelo de Araújo e teve quatro filhos: Maria Elizabeth, Mário Elísio, Karla e Valéria.
Em fevereiro de 2022, Wolney foi internado por insuficiência renal, vindo a falecer aos 84 anos no dia 24 após uma parada cardíaca.